# Властелиця Георгій Антонович
Георгій Антонович Властелиця (нар. 16 травня 1862 (ст. стиль) — пом. 3 лютого 1919) — сербський дипломат і консул в Миколаєві (1894—1915), Миколаївський 1-ї гільдії купець, комерції радник, гласний Миколаївської міської думи. 

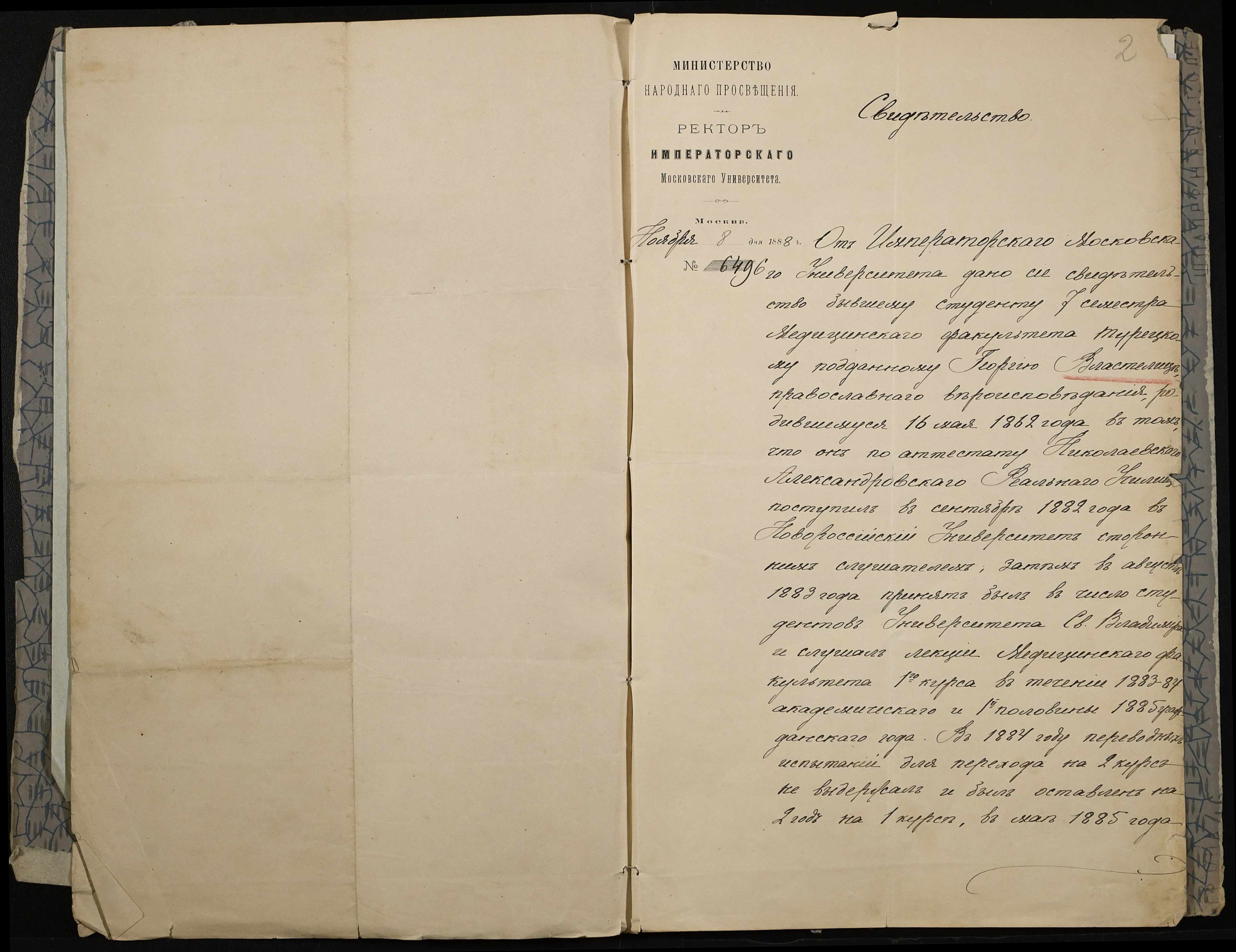
Свідоцтво про освіту Властелиці Г. А., видане ректором Московського університету 8 листопада 1888 р.

Голова Миколаївського міського кредитного товариства, член Обліково-позичкового комітету з торговельно-промислових кредитів, член Миколаївської першої міської розкладкової по промисловому податкові присутності, товариш голови Миколаївського біржового комітету, член Арбітражної комісії, член Облікового комітету Миколаївського відділення Російського для зовнішньої торгівлі банку, член особливої у портових справах присутності.

## Життєпис

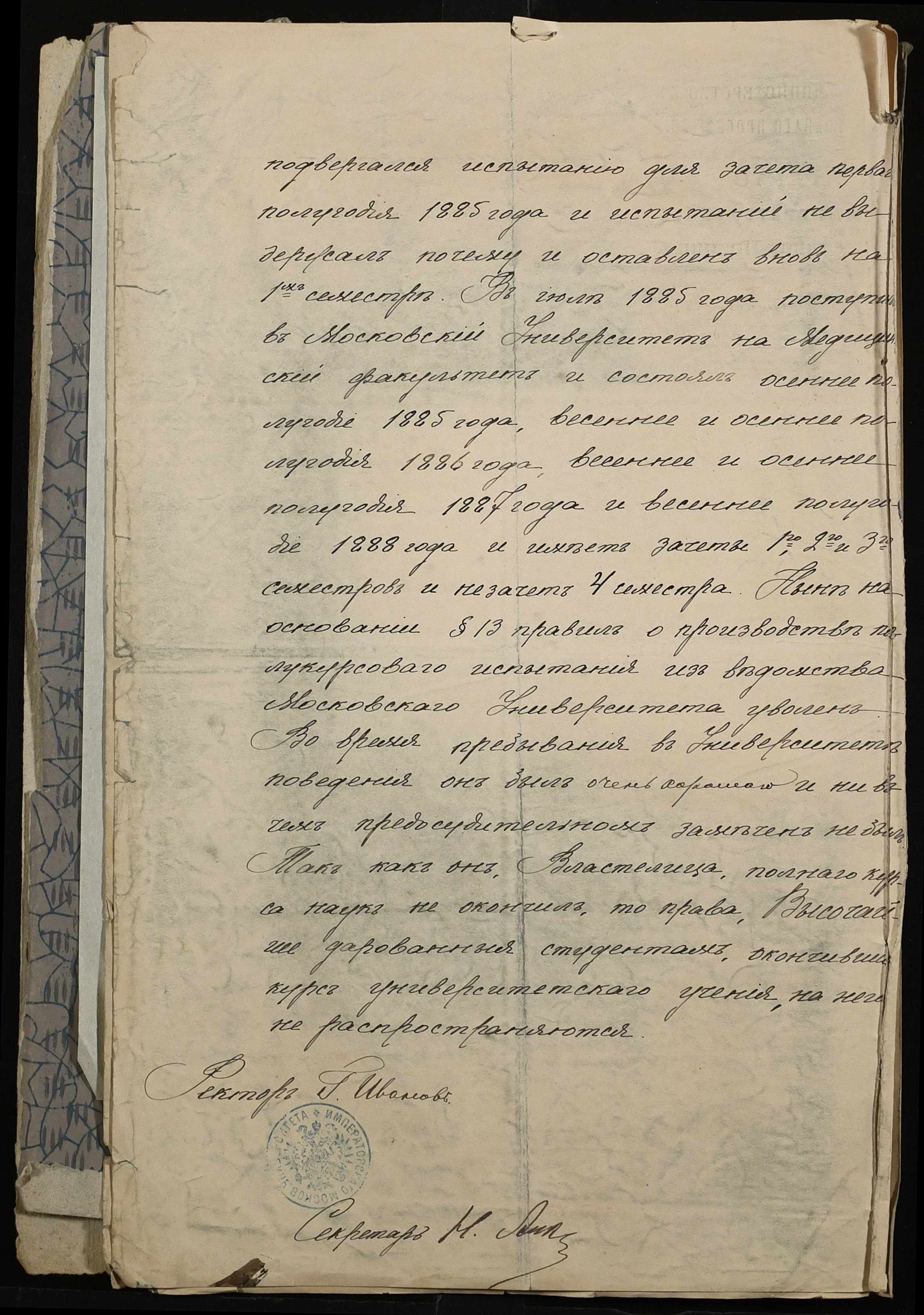
Свідоцтво про освіту Властелиці Г. А., видане ректором Московського університету 8 листопада 1888 р. (продовження)

Народився 16 травня 1862 року (ст. стиль). Закінчив Миколаївське Олександрівське реальне училище. Навчався у Новоросійському, Київському, Московському університетах.
У 1890 році успадкував від батька 125 тисяч рублів торгового і став власником фірми «Товариство Властелиця і Вулих», що була представником «Миколаївського головного агентства Російського страхового товариства».
Завдяки медичній освіті обирався членом піклувальної ради Миколаївської міської лікарні. Був товаришем голови Миколаївського відділу Російського товариства охорони народного здоров'я, у засіданнях якого він неодноразово піднімав питання про гостру необхідність будівництва у Миколаєві водопроводу та каналізації. Був також редактором-видавцем газети.
6 квітня 1894 року вийшов указ про призначення Георгія Властелиці сербським позаштатним віце-консулом у місті Миколаєві.
У 1909 році став членом Миколаївського яхт-клубу.
У Миколаєві йому належали завод та склади землеробських знарядь та сільськогосподарських машин, які він збудував «на самовільно захопленій міській землі у 92 кварталі Одеської частини Миколаєва». Будучи голосним Миколоївської міської Думи проживав в особняку по вулиці Католицькій (нині — вулиця Адмірала Макарова), 21.
Під час будівництва нового театру в Миколаєві, був запідозрений у зловживаннях (нині в цій будівлі розташовані кінотеатр «Батьківщина» і Миколаївська обласна універсальна наукова бібліотека). Приїзд до Миколаєва судового слідчого з особливо важливих справ А. Я. Головківського став повною несподіванкою. 6 квітня 1912 року Георгій Властеліца був узятий під варту. Арешту зазнали не тільки організатори нового театру, а й співробітники банку, члени його правління. Півднем покотилися хвилі скандалу, який назвали «панорамою в Панамі». Як голова Біржового комітету та Арбітражної комісії, був притягнутий разом зі своїм заступником Віктором Боссаліні до суду й особливою присутністю судової палати від 14 квітня 1915 року був засуджений до ув'язнення терміном на 4 роки.
Притихлий ненадовго скандал отримав продовження в 1916 році. Подані на перегляд документи були прийняті. Прокурор, який розглядав справу, знайшов чимало слабких слідчих доказів. У вересні Херсонський окружний суд ухвалив: Г. А. Властеліцу звільнити, він не винен. Уже в лютому 1917 року його випустили на свободу. Подальша доля невідома.

## Див. також

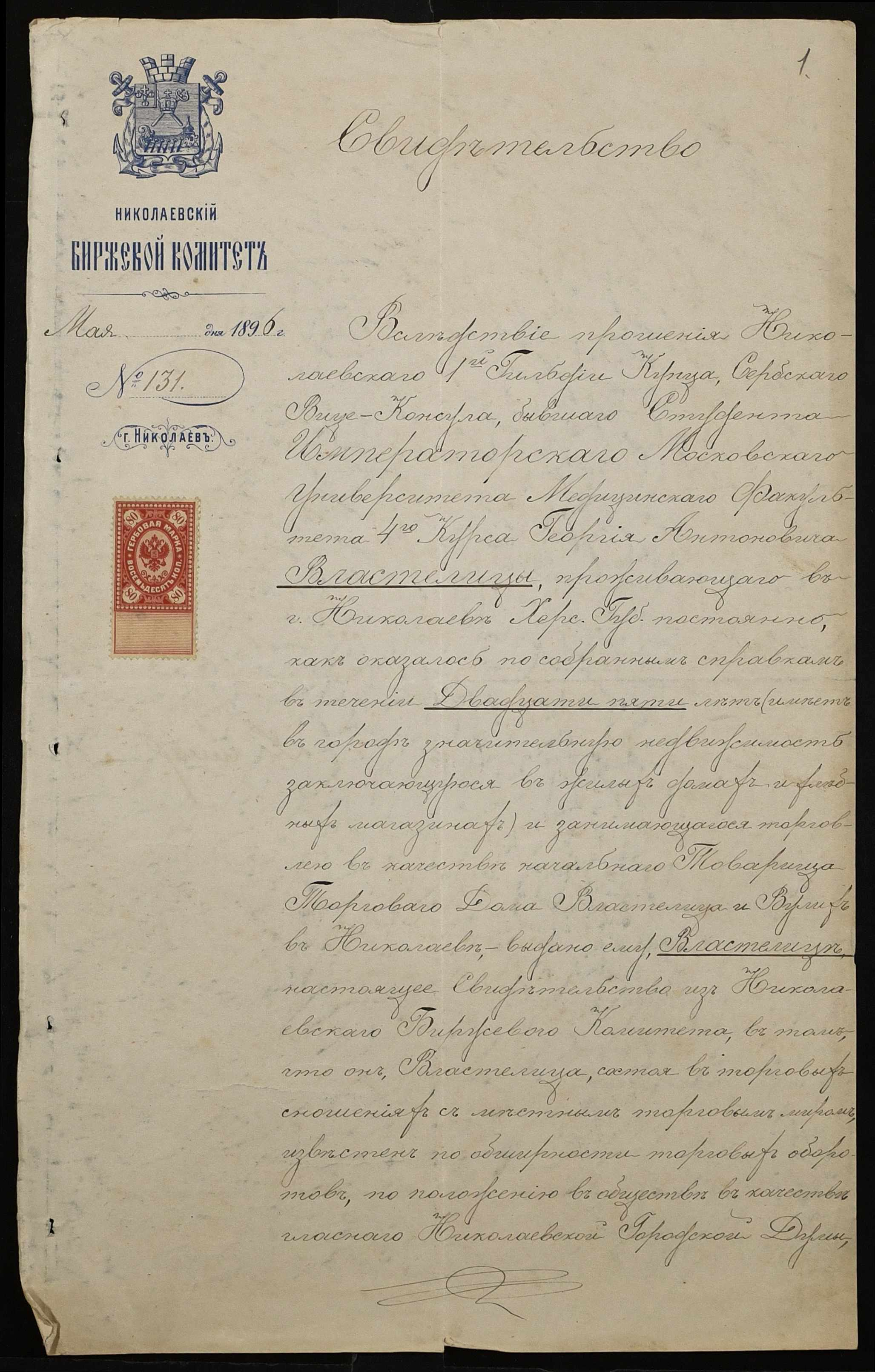
Свідоцтво, видане Миколаївським біржовим комітетом у травні 1896 р. про репутацію та посади Г. А. Властелиці

## Література

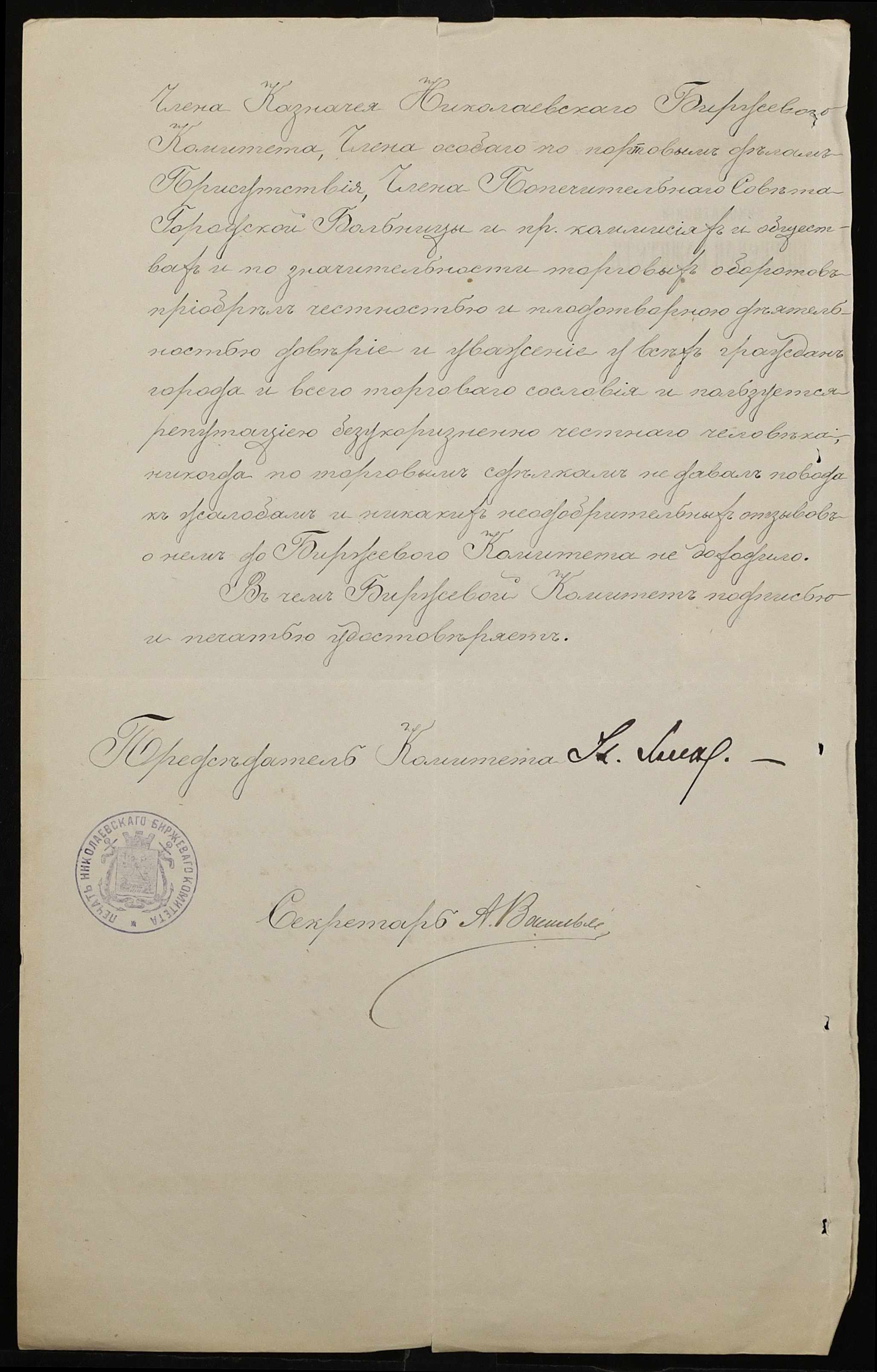
Свідоцтво, видане Миколаївським біржовим комітетом у травні 1896 р. про репутацію та посади Г. А. Властелиці (продовження)

## Сім'я
- Батько — Антон Іванович Властелиця (1821 — 27 березня 1890), австрійський підданий, у 1883 році зарахований до миколаївських купців ,був купцем 1-ї гільдії.
- Сестра — Марія Антонівна Властелиця, хресна доньки грецького консула в Миколаєві Георгія Пантелеймоновича Зигомали — Ольги Зигомали (народилася 4 жовтня 1891).
- Дружина — Віра Володимирівна Максимова (народилася 1861 року), одружилася 1 липня 1890 року.
- Дочки Тетяна — (народилася 6 лютого 1892 року) та Наталія — народилася 23 серпня 1893 року і вийшла заміж за миколаївського міщанина Павла Леонідовича Орешнікова 23 серпня 1915 року.